# Speakerboxxx/The Love Below
Speakerboxxx/The Love Below é o quinto álbum de estúdio da dupla OutKast, lançado a 23 de Setembro de 2003. Este álbum está na lista dos 200 álbuns definitivos no Rock and Roll Hall of Fame Lançado como um álbum duplo, sua duração de mais de duas horas é distribuida sobre dois álbuns solo de ambos os membros do grupo. Speakerboxxx é o projeto solo de Big Boi, executando faixas que são enraizadas em Southern hip hop (hip hop do Sul dos EUA), enquanto The Love Below, o projeto solo de André 3000, abrange estilos musicais como soul, pop, funk, and jazz.
Speakerboxxx/The Love Below recebeu aclamação geral dos críticos musicais, ganhando elogios pela consistência de Speakerboxxx e o estilo musical eclético de The Love Below. O álbum foi sustentado por seus singles de sucesso "Hey Ya!" e "The Way You Move", que alcançaram a primeira posição na parada americana Billboard Hot 100. Em 2005, o álbum ganhou o Grammy Award de Álbum do Ano, se tornando o segundo álbum de hip hop a vencer nesta categoria (o primeiro tinha sido The Miseducation of Lauryn Hill, de Lauryn Hill, ao qual foi atribuído o prestigiado prêmio seis antes). Em 2009, o NME colocou Speakerboxxx/The Love Below o número 44 em sua lista dos top 100 maiores álbuns da década de 2000, enquanto a Newsweek colocou o álbum no número 1 da sua lista dos 10 melhores álbuns da década.
O álbum acabou se tornando o 33.º mais vendido da década de 2000, de acordo com a revista Billboard, com mais de 5.702.000 cópias vendidas.

## Faixas

### Disco 1:Speakerboxxx
1. "Intro" – 1:29
2. "Ghetto Musick" (Bunny Sigler, Kenny Gamble, André Benjamin, Antwan Patton) – 3:56
3. "Unhappy" (Antwan Patton, David Sheats) – 3:19
4. "Bowtie" (com Sleepy Brown & Jazze Pha) (Phalon Alexander, Antwan Patton, Patrick Brown) – 3:56
5. "The Way You Move" (com Sleepy Brown) (Carlton "Carl Mo" Mahone, Antwan Patton, Patrick Brown) – 3:54
6. "The Rooster" (Carlton "Carl Mo" Mahone, Antwan Patton, Donnie Mathis) – 3:57
7. "Bust" (com Killer Mike) (Myrna Crenshaw, Antwan Patton, Michael Render) – 3:08
8. "War" (André Benjamin, Antwan Patton, David Sheats) – 2:43
9. "Church" (Kevin Kendricks, André Benjamin, Myrna Crenshaw, Antwan Patton, Patrick Brown) – 3:27
10. "Bamboo" (Interlude) (interpretado por Big Boi & Bamboo) – 2:09
11. "Tomb of the Boom" (com Konkrete, Big Gipp and Ludacris) (Cameron K-Oz Gipp, Antwan Patton, Chris Bridges, Nathaniel Elder, Cory Andrews, James Patton) – 4:46
12. "E-Mac" (Interlude) (interpretado por E-Mac) – 0:24
13. "Knowing" (Antwan Patton) – 3:32
14. "Flip Flop Rock" (com Killer Mike e Jay-Z) (Shawn Carter, Antwan Patton, Michael Render, David Sheats) – 4:35
15. "Interlude" – 1:15
16. "Reset" (com Khujo Goodie e Cee-Lo) (Thomas Burton, Antwan Patton, Willie Knighton) – 4:35
17. "D-Boi" (Interlude) (interpretado por Henry Welch) – 0:40
18. "Last Call" (com Slimm Calhoun, Lil Jon & the East Side Boyz & Mello) (André Benjamin, Antwan Patton, James Hollins, Brian Loving) – 3:57
19. "Bowtie" (Postlude) (Phalon Alexander, Antwan Patton, Patrick Brown) – 0:34

### Disco 2:The Love Below
1. "The Love Below (Intro)" (André Benjamin) – 1:27
2. "Love Hater" (Kevin Kendricks, André Benjamin) – 2:49
3. "God (Interlude)" (André Benjamin) – 2:20
4. "Happy Valentine's Day" (André Benjamin) – 5:23
5. "Spread" (André Benjamin) – 3:51
6. "Where Are My Panties?" (interpretado por André 3000 & Toni Hunter) – 1:54
7. "Prototype" (André Benjamin) – 5:26
8. "She Lives in My Lap" (com Rosario Dawson) (Willie Dennis, Isaac Hayes, Roger Troutman, Doug King, Brad Jordan, Eric Vidal, André Benjamin, Dino Hawkins) – 4:27
9. "Hey Ya!" (André Benjamin) – 3:55
10. "Roses" (André Benjamin, Antwan Patton, Matt Boykin) – 6:09
11. "Good Day, Good Sir" (interpretado por André 3000 & Fonzworth Bentley) – 1:24
12. "Behold a Lady" (André Benjamin) – 4:37
13. "Pink & Blue" (R. Kelly, André Benjamin) – 5:04
14. "Love in War" (André Benjamin) – 3:25
15. "She's Alive" (Kevin Kendricks, André Benjamin) – 4:06
16. "Dracula's Wedding" (com Kelis) (André Benjamin) – 2:32
17. "The Letter (Interlude)" - 0:20
18. "My Favorite Things" – 5:14
19. "Take Off Your Cool" (com Norah Jones) (André Benjamin) – 2:38
20. "Vibrate" (André Benjamin) – 6:33
21. "A Life in the Day of Benjamin André (Incomplete)" (interpretado por Benjamin André) (André Benjamin) – 4:50